# Xinzhou (köpinghuvudort i Kina, Hainan Sheng, lat 19,71, long 109,31)
Xinzhou är en köpinghuvudort i Kina. Den ligger i provinsen Hainan, i den södra delen av landet, omkring 110 kilometer väster om provinshuvudstaden Haikou. Antalet invånare är 67 316. Befolkningen består av 31 867 kvinnor och 35 449 män. Barn under 15 år utgör 26,0 %, vuxna 15-64 år 66 %, och äldre över 65 år 6,0 %.
Runt Xinzhou är det ganska tätbefolkat, med 239 invånare per kvadratkilometer. Xinzhou är det största samhället i trakten. Trakten runt Xinzhou består till största delen av jordbruksmark.
Genomsnittlig årsnederbörd är 2 285 millimeter. Den regnigaste månaden är juli, med i genomsnitt 445 mm nederbörd, och den torraste är februari, med 19 mm nederbörd.